# Penicillaria meeci
Penicillaria meeci är en fjärilsart som beskrevs av George Francis Hampson 1912. Penicillaria meeci ingår i släktet Penicillaria och familjen nattflyn. Inga underarter finns listade i Catalogue of Life.